# Civilforsvar (dokumentarfilm)
Civilforsvar er en dansk dokumentarfilm fra 1959 instrueret af Carl Otto Petersen efter eget manuskript.

## Handling
Filmen skildrer en realistisk øvelse, der forudsætter, at en mindre a-bombe er faldet over en større provinsby. Det vises, hvordan befolkningen selv gennem egenbeskyttelsen går i gang med at bekæmpe skaderne i yderzonen. Derefter vises indsatsen af byens egne styrker og fjernhjælpen.